# Winzergemeinschaft Franken
Die Winzergemeinschaft Franken eG (GWF) ist eine deutsche Winzergenossenschaft mit Sitz in Repperndorf, einem Ortsteil der unterfränkischen Kreisstadt Kitzingen.

## Geschichte
Im Jahr 1959 gründeten neun Winzergenossenschaften die Zentralkellerei fränkischer Winzergenossenschaften Würzburg eGmbH mit Sitz in Iphofen. Kurze Zeit später wurde sie in Gebietswinzergenossenschaft Franken eGmbH (GWF) umbenannt und im Jahr 1963 der Betrieb nach Repperndorf verlegt. Seit 2007 heißt die Genossenschaft Winzergemeinschaft Franken eG. Die Kurzform GWF wurde beibehalten.

## Unternehmen
Mit rund 1400 Winzern, die im Jahr 2023 auf einer Rebfläche von 1200 Hektar rund 11,5 Millionen Liter Wein produzierten, zählt die GWF zu den sechs größten Winzergenossenschaften in Deutschland und ist der größte Weinerzeuger des Bundeslandes Bayern. Der Vertrieb erfolgt hauptsächlich über den Lebensmitteleinzelhandel und Discounter.
Bis 2005 wurde das Unternehmen mehrere Jahrzehnte lang von Helmut Schätzlein geleitet. Im Jahr 1996 löste eine Marketingstrategie unter seiner Leitung kontroverse Reaktionen aus: Der Aufkleber auf der Weinsorte Domina zeigte eine Domina mit sechsschwänziger Katze und wurde als „geschmacklos“, „peinlich“ und „sexistisch“ kritisiert. Der Umsatz der Weinsorte steigerte sich um das Zwanzigfache gegenüber vergleichbaren Sorten. Im Folgejahr wurde das Etikett ausgetauscht.
Unter der Leitung von Schätzleins Nachfolger, Michael Schweinberger, eröffnete der Winzerverbund 2013 die erste „Autobahn-Vinothek“ Deutschlands auf einer Raststätte an der A3 bei Würzburg. Der Verkehrsclub ADAC äußerte sich kritisch zur Weinverkostung an der Autobahn. Wegen Uneinigkeiten über die Zukunftsausrichtung der Genossenschaft verließ Schweinberger das Unternehmen im Jahr 2014. Seitdem ist Paul E. Ritter geschäftsführender Vorstand der Winzergemeinschaft.
Im Jahr 2009 wurde das erste Weinbistro der Winzergemeinschaft Franken eröffnet. Das Bistro begründete die Tradition des Brückenschoppens auf der alten Mainbrücke in Würzburg.
Der Meininger Verlag hat 2017 in seiner 14. Ausgabe des Leistungstests Deutsche Winzergenossenschaften die Winzergemeinschaft Franken als beste Gebietswinzergenossenschaft gekürt. Die Basis für diesen Leistungstest ist die Weinqualität des Sortiments der teilnehmenden Genossenschaften.
Gemeinsam mit dem Handelsunternehmen EDEKA unterstützt die Winzergemeinschaft Franken die Aktion Freudentrauben. Im Jahr 2017 wurden mit dem Erlös der Aktion Albert-Schweitzer-Kinderdörfer in Thüringen und Sachsen unterstützt.
Im Februar 2018 wurde Paul E. Ritter in den Ruhestand verabschiedet. Seitdem ist Cornelius Lauter neuer geschäftsführender Vorstand der Winzergemeinschaft Franken eG.